# デ・フロルーシュ・フェステ
デ・フロールシュ・フェステはオランダのエンスヘデにあるサッカー専用スタジアム。FCトゥウェンテのホームスタジアムである。2008年にビール会社のグロールシュが命名権を取得している。
2009年9月5日に当地でオランダVS日本の国際親善試合が開催された。また2018 FIFAワールドカップが開催実現した場合、44000人収容に拡張する予定だった。
2017年にはUEFA女子ユーロ2017の決勝会場として使用された。

## 事故
2011年7月7日、スタジアムの拡張工事中に屋根が崩落、1名が死亡、14名が負傷する事故が発生した。

## 開催された主な大会
- UEFAネーションズリーグ2022-23

| 日付          | ホームチーム | 結果 | アウェーチーム | ラウンド  |
| ------------- | ------------ | ---- | -------------- | --------- |
| 2023年6月15日 | スペイン     | 2-1  | イタリア       | 準決勝    |
| 2023年6月18日 | オランダ     | 2-3  | イタリア       | 3位決定戦 |